# 松島綠
松島綠（1956年7月15日—），日本女性政治家，自由民主黨黨員。前任法務大臣（第94代）。出身於大阪府。眾議院議員（當選5期）。在自民黨內屬於清和政策研究會（細田派）。
原本是朝日新聞社的職員。1995年通過自民黨的新人遴選成為次年大選的自民黨東京都14區候選人，以取代離黨的柿澤弘治，但由於空降、知名度不足而落選。2000年大選再度參選並成功當選。2006年就任第一次安倍內閣的外務大臣政務官，2007年就任第一次安倍改造內閣的國土交通副大臣。2009年大選自民黨慘敗下野，松島也落選議員。2012年大選再次當選，重返國會。2013年就任第二次安倍內閣的經濟產業副大臣。
2014年首次入閣，擔任第二次安倍改造內閣的法務大臣。

## 外部連結
- 松島綠 （页面存档备份，存于）
- 松島綠的X（前Twitter）
- 松島綠的Facebook專頁

| 議會席位                              | 議會席位                                                | 議會席位                            |
| ------------------------------------- | ------------------------------------------------------- | ----------------------------------- |
| 前任： 稻津久                         | 眾議院青少年相關問題特別委員長 2012年—2013年            | 繼任： 遠藤利明                     |
| 官衔                                  |                                                         |                                     |
| 前任： 谷垣禎一                       | 法務大臣 第94代：2014年                                 | 繼任： 上川陽子                     |
| 前任： 菅原一秀 赤羽一嘉              | 經濟產業副大臣 2013年—2014年                            | 繼任： 高木陽介 山際大志郎          |
| 前任： 望月義夫 渡邊具能              | 國土交通副大臣 2007 - 2008                              | 繼任： 金子恭之 加納時男            |
| 前任： 山中朝子、伊藤信太郎、遠山清彥 | 外務大臣政務官 與關口昌一、濱田昌良一起 2006年 - 2007年 | 繼任： 宇野治、坂本由紀子、中山泰秀 |